# День отца

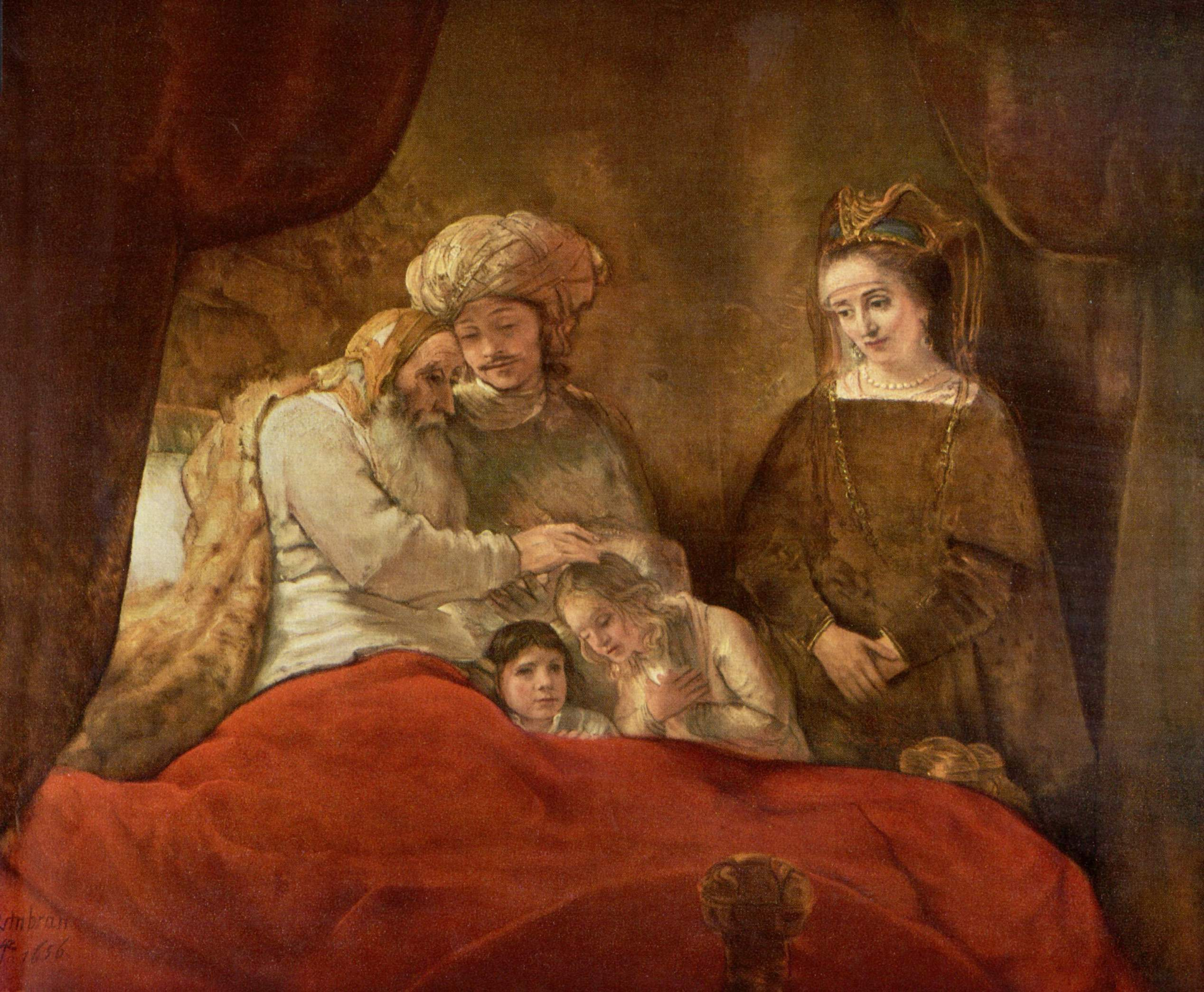
Рембрандт «Иаков благословляет сыновей Иосифа»

День отца (также День отцов) — ежегодный праздник в честь отцов, отмечаемый во многих странах. В России День отца отмечается с 2021 года в третье воскресенье октября.

## История
В США впервые праздновался 19 июня 1910 года. Инициатором создания этого праздника называют миссис Додд (1882—1978) из города Спокан, штат Вашингтон. Она хотела выразить признательность своему отцу, а в его лице — всем заботливым отцам Америки, участвующим в воспитании детей. Отца основательницы праздника звали Уильям Смарт, его жена умерла, родив шестого ребёнка, но отец-одиночка успешно воспитал новорождённого и ещё пятерых детей. Добродетельный Уильям был ветераном гражданской войны и проживал с детьми на ферме.
Национальным праздником этот день в США стал в 1966 году, в год, когда президент США Линдон Джонсон объявил третье воскресенье июня национальным праздником. По традиции, во время ежегодных торжеств государство и простые граждане спешат оказать поддержку папам с низкими доходами, которые одни воспитывают детей. Со временем и другие страны, где декларируется уважение к семейным ценностям, стали следом за Соединёнными Штатами отмечать этот день, выказывая почести мужчине-отцу.
День отца в третье воскресенье июня, подобно США, отмечают:
- Аргентина
- Армения
- Великобритания
- Венесуэла
- Гаити
- Гонконг
- Грузия (с 2016 года)
- Канада
- Колумбия
- Коста-Рика
- Кот-д'Ивуар
- Куба
- Маврикий
- Индия
- Ирландия
- Малайзия
- Мальта
- Мексика
- Нидерланды
- Перу
- Сингапур
- Словакия
- Турция
- Филиппины
- Франция (с 1968)
- Чили
- Швейцария
- Эквадор
- Южная Африка
- Япония
- Украина (с 2019)

## Другие даты празднования Дня отцов
- 19 марта
  - Италия
  - Испания (19 марта — день св. Иосифа)
  - Португалия
- 5 мая
  - Дания
- 8 мая
  - Южная Корея (день родителей)
- Христ. праздник Вознесение Господне
  - Германия
- Первое воскресенье июня
  - Литва
  - Швейцария
- Второе воскресенье июня
  - Бельгия
- 21 июня
  - Египет
  - Иордания
  - Ливан
  - Сирия
  - Уганда
- 23 июня
  - Польша
- Второе воскресенье июля
  - Уругвай
- 8 августа
  - Тайвань
- Второе воскресенье августа
  - Бразилия
- Первое воскресенье сентября
  - Австралия
- Второе воскресенье сентября
  - Латвия
- 3 октября
  - Люксембург

- 21 октября
  - Беларусь[5]
- Третье воскресенье октября
  - Россия[6]

- Второе воскресенье ноября
  - Финляндия[7][8]
  - Швеция
  - Эстония
- 5 декабря
  - Таиланд (годовщина рождения короля Пумипон Адульядета)
- 26 декабря
  - Болгария (празднуется Собор Пресвятой Богородицы: Св. Иосифа Обручника, Св. царя Давида, Св. апостола Иакова)

## В России
В России День отца отмечается в третье воскресенье октября.
Этому предшествовало то, что 14 февраля 2008 года «Российская газета» опубликовала заметку с заголовком: «Владимир Путин пообещал „подумать“ ввести в России День отца». В частности, в ней приведена следующая цитата:
«В процессе деторождения принимают участие как отец, так и мать. Ряд задач по поддержанию семьи, воспитанию детей — это функция отцов. Объявив 2008-й Годом семьи в России, мы хотим решить задачи, которые стоят в сфере демографии, а также отцовства и материнства».
В некоторых регионах День отца отмечается уже несколько лет и утверждён законодательно. Так, с 2002 года этот праздник начали отмечать в Череповце, с 2003 года — в Новосибирске, а с 2006 в Волгоградской, Липецкой, Курской и Ульяновской областях. В 2009 году Постановлением Главы администрации Архангельской области от 03.02.2009. № 23 в Архангельской области был утверждён областной декадник семьи в период с 20 по 30 ноября, а в третье воскресенье ноября — День отца. В рамках празднования проходит областной конкурс «Отец — ответственная должность» и награждение отцов, которые достойно воспитывают детей, Почётной грамотой Губернатора Архангельской области и благодарностью губернатора Архангельской области.
Праздником регионального значения День отца является в Липецкой области, где с 2008 года в феврале в рамках празднования Дня отца вручается почётный знак «За верность отцовскому долгу» и денежная премия в размере 15 тысяч рублей.
Глава комитета Госдумы по вопросам семьи, женщин и детей Тамара Плетнёва предложила создать в России праздник «День отца». Соответствующая инициатива была размещена 19 июня 2018 года в базе законодательной деятельности нижней палаты парламента РФ. В случае принятия закона праздник будет отмечаться с 2019 года в последнюю субботу октября. Однако впоследствии законопроект был отклонён.
31 мая на встрече с Владимиром Путиным Анна Кузнецова рассказала о деятельности Совета отцов и рассказала о праздновании Дня отца в региона России.
В июле 2021 года Анна Кузнецова заявила, что день отца подчеркнет роль мужчин в воспитании детей. Кузнецова отметила, что запрос на учреждение Дня отца растет с каждым годом, сейчас его отмечают в 28 регионах страны. Омбудсмен высказала мнение, что введение подобного праздника восполнит недостаток внимания к теме отцовства и станет «символом гармоничного подхода к вопросам защиты семьи».
В конце июля 2021 года Минтруд России вынес на общественное обсуждение предложение отмечать День отца. Предлагаемая дата — третье воскресенье октября. В пресс-службе министерства уточнили, что такое предложение поступило от Анны Кузнецовой и было поддержано министерством труда. Кузнецова отметила, что установление на всероссийском уровне Дня отца подчеркнет роль мужчин в воспитании детей и будет способствовать сохранению традиционных семейных ценностей. Запрос на празднование Дня отца растёт с каждым годом, подтверждением чему является тот факт, что сейчас его уже отмечают в 28 регионах.
В августе 2021 года президент РФ В. Путин поддержал предложение ввести в РФ новый праздник — День отца.
4 октября 2021 года президент РФ В. Путин подписал указ, согласно которому в России День отца отмечается в третье воскресенье октября.

## На Украине
На Украине дата празднования — третье воскресенье июня.
С предложением введения этого дня на Украине выступили представители Международной общественной организации «Международный центр отцовства», основав в октябре 2006 года Общественную инициативу «День Отца». В рамках этой инициативы было собрано 10 000 подписей от граждан Украины под письмом к президенту Украины с предложением учредить День Отца на государственном уровне.
Также в 2007 году были проведены региональные общественные форумы представителей государственных, общественных и религиозных организаций «Роль мужчины как отца в семье и обществе» во Львове, Кировограде и Днепропетровске. 18 сентября 2008 года при поддержке Министерства Украины по делам семьи, молодёжи и спорта — Первый всеукраинский общественный форум в Киеве в Октябрьском дворце. В форуме приняли участие около 500 участников от четырёх министерств, 57 общественных организаций, 23 представителя малого и среднего бизнеса, 18 религиозных организаций и объединений церквей, 12 представителей СМИ. На форумах участники обсуждали идеологическую составляющую праздника День Отца. Было определено, что для украинского общества важно вернуться к модели хорошего отца, который:
- отвечает за сохранность жизни ребёнка от его зачатия;
- в партнёрстве с мамой активно участвует в воспитании;
- обеспечивает семью материально, но так, чтобы у него было время для развития здоровых отношений в семье;
- воспитывает детей на принципах высокой морали своим личным примером[26].

Идея введения Дня Отца была поддержана широким кругом общественности и освещена в СМИ. В том же 2008 году Министерство Украины по делам семьи, молодёжи и спорта в сотрудничестве с общественностью подготовило проект указа президента Украины «Про день отца», который был одобрен Гуманитарным правительственным комитетом при Кабинете министров Украины. В декабре 2008 года Кабинет министров Украины, ссылаясь на финансовый кризис, отложил принятие решения по ряду указов до улучшения экономической ситуации в стране. Среди них был и вышеупомянутый указ.
Учитывая ситуацию, по инициативе МОО «Международный Центр Отцовства», от имени представителей общественных и религиозных организаций участников Первого всеукраинского форума, Всеукраинский общественный комитет по поддержке семьи и ответственного отцовства 18 сентября 2009 года, во время пресс-конференции в Украинском национальном информационном агентстве новостей, объявил третье воскресенье сентября Всенародным Днём Отца на Украине.
18 мая 2019 года президент Украины П. Порошенко подписал указ, согласно которому на Украине День отца празднуется в третье воскресенье июня.